# Rotulagem nutricional obrigatória
A rotulagem nutricional obrigatória (RNO) consiste na condição que alguns Estados reforçam compulsoriamente para a apresentação de informação nutricional em rótulos de alimentos. Usualmente são informadas quantidades de calorias, calorias provenientes de gordura, gordura, gordura saturada, gordura trans, colesterol, sódio, carboidratos, fibra alimentar, açúcares, proteínas, vitamina A, vitamina C, cálcio e ferro. O objetivo da rotulagem de alimentos é facilitar a escolha de alimentos saudáveis a partir das informações contidas nas embalagens.
No Brasil, a RNO de alimentos é regulamentada pela Agência Nacional de Vigilância Sanitária (ANVISA), por legislação harmonizada no Mercado Comum do Sul (MERCOSUL) cujos principais objetivos são a promoção da alimentação saudável para o consumidor e a garantia de qualidade do produto. A rotulagem é obrigatória desde 2001. Ela faz parte da Política Nacional de Alimentação para a redução dos índices de sobrepeso, obesidade e doenças crônico degenerativas associadas aos hábitos alimentares da população, regulamentada pela ANVISA. Os países membros da União Europeia, como Portugal, devem seguir a legislação existente na mesma. No Brasil, isso aconteceu em 1998 e, no Reino Unido, em 1996. Tanto no Brasil, como em países europeus, há um reconhecimento da relação existente entre rótulos alimentícios e saúde. Os Ministérios da Saúde estiveram envolvidos na elaboração de tais leis. Em relação à comparação entre União Europeia e Brasil, as legislações são consensuais no que se refere à descrição nutricional, ambas exigem como descrição mínima: calorias, proteínas, glicídios, lipídios, e fibras. Há também semelhança nas legislações relacionadas à propaganda nutricional.
No Canadá, o rótulo padronizado com informações nutricionais foi introduzido como parte das regulamentações aprovadas em 2003 e tornou-se obrigatório para a maioria dos produtos alimentícios pré-embalados em 12 de dezembro de 2005. Nos Estados Unidos, a regulamentação de suplementos é feita pela Food and Drug Administration (FDA); os únicos micronutrientes que devem ser incluídos em todos os rótulos são vitamina A, vitamina C, cálcio e ferro, além disso, há uma exigência de que os ingredientes sejam listados em ordem decrescente de quantidade.

## Contexto
Os rótulos são elementos imprescindíveis para a comunicação entre o produto e o consumidor. Daí a importância das informações serem claras e poderem ser utilizadas para orientar a escolha adequada de alimentos. Dados recentes demonstram que aproximadamente 68% das pessoas consultam os rótulos dos alimentos no momento da compra, no entanto, mais da metade não compreende adequadamente o significado das informações e apenas cerca de 23% leem a rotulagem nutricional no supermercado, antes da compra dos alimentos.
Um estudo revelou que os principais fatores dificultadores da utilização das informações nutricionais são a forma inadequada de apresentação dos rótulos, com visual pouco atrativo e difícil de ler (letras pequenas), e o conteúdo, considerado complexo e de difícil compreensão por todos os participantes, inclusive pelos profissionais de saúde e técnicos do governo e da indústria. Com a publicação das normas que tornam obrigatória a declaração do conteúdo nutricional dos alimentos, as informações contidas nos rótulos passam a ser ainda mais complexas, exigindo maior habilidade do consumidor para interpretá-las e entendê-las. 

## Conteúdo
Em caso de problema no produto, pode ser recolhido ou analisado pelo lote ao qual pertence. O lote é um número que faz parte do controle na produção.
O rótulo não deve indicar que o alimento possui propriedades medicinais ou terapêuticas, ou aconselhar o seu consumo (seja como estimulante, como profilático, ou com ação curativa para melhorar a saúde.
Os rótulos podem apresentar os seguintes modelos:
- Vertical A — dividido em mais linhas do que colunas
- Vertical B — dividido em mais colunas do que linhas
- Linear — informação conformada em frase(s)